# Leptogaster latestriata
Leptogaster latestriata là một loài ruồi trong họ Asilidae. Leptogaster latestriata được Becker miêu tả năm 1906. Loài này phân bố ở vùng Cổ Bắc giới.